# Celia en la revolución
Celia en la revolución es un libro escrito por Elena Fortún (1886-1952) publicado por primera vez en 1987, 35 años después de su muerte. El borrador de este libro fue guardado por Ines Field, gran amiga de la autora, y cedido posteriormente a Marisol Dorao, quien lo hizo público. El libro fue editado y publicado inicialmente por Marisol Dorao, y en 2016 la Editorial Renacimiento se hizo cargo de la edición del manuscrito, habiendo sido reimpreso en varias ocasiones.

## Historia
Elena Fortún escribió el manuscrito tras la Guerra civil española (1936-1939), ya que su editor Manuel Aguilar le propuso la idea de escribir una novela de la colección El mundo de Celia en la que expusiese la realidad de la Guerra civil que estaban viviendo. Sin embargo, Fortún no llegó a escribir el borrador en España, puesto que al exiliarse a Argentina escribió a su hijo, Luis de Gorbea:
Comencé Celia en la revolución y antes de venir rompí los cuatro capítulos que tenía hechos que eran de una ternura y emoción que no sé si ya podré rehacer. Luego comencé mis memorias en los primeros días de estar aquí y hace unos días las encontré. Como aún los acontecimientos estaban frescos y no había caído sobre ellos esta ceniza de América, me impresioné al leerlos y me prometí continuarlos, pero por ahora no tengo tiempo [...] este año prometo hacerlo.
Por lo tanto el libro Celia en la revolución, que sitúa la acción de su principal personaje, Celia, en la Guerra civil española, fue escrito por la autora durante su exilio en Argentina, que duró hasta 1948. Sin embargo, la autora publicó Celia institutriz en América (1944), libro posterior en cuanto al orden de la colección El mundo de Celia, antes que Celia en la revolución, ya que solicitó a Inés Field que, tanto ese manuscrito como los de Oculto sendero, y El pensionado de Santa Casilda, novelas con contenido lésbico, los guardase a buen recaudo y no los enviase con el resto de sus manuscritos a España. Es por ello por lo que la novela únicamente vio la luz 35 años tras la muerte de Elena Fortún, en 1987.

## Argumento
La acción de la novela se sitúa en el estallido de la Guerra civil española, cuando Celia, protagonista de la novela y de la colección El mundo de Celia, se encuentra en Segovia viviendo en casa de su abuelo con sus dos hermanas pequeñas. El abuelo, de ideas republicanas, les ordena que viajen hasta Madrid para ponerse a salvo tras el levantamiento fascista. De esta manera Celia, sus hermanas y Valeriana, trabajadora de la casa y cuidadora de las niñas, se marchan en burro dirección Madrid. Así se da comienzo a una novela que recrea el hecho histórico que marcó la historia de España, Elena Fortún a través de Celia da voz a la historia de muchas de las personas del país, y a la suya propia. 
Celia se establece con sus hermanas en Madrid, primero en casa de su tía y de su primo al que arrestan por fascista, y posteriormente en su casa de Chamartín  de la Rosa con su padre, que ha sido herido en combate y el cual pasó una temporada en el hospital. Los bombardeos cada vez más continuos provocan que sea más seguro para Teresina y María Fuencisla, las hermanas pequeñas de Celia, viajar junto con Valeriana y otros niños a Valencia, donde más tarde Celia se reunirá con ellas. Sin embargo, cuando su padre se reincorpora a la lucha y ella es libre de viajar a Valencia, le resulta muy complicado encontrar el rastro de sus hermanas, con las que no consigue ponerse en contacto. Aun así pasa una temporada en la ciudad y de nuevo por los constantes bombardeos y tras seguir la pista de sus hermanas viaja hasta Barcelona en unas condiciones deplorables. En Barcelona vive una temporada en una casa de unas mujeres que le ceden una habitación gracias a los contactos de Jorge un amigo de Celia que trabaja en el ejército. Allí se reencuentra con su padre y ambos conocen la noticia de que sus hermanas y Valeriana han cruzado la frontera y se encuentran en Francia. Durante el periodo que vive en Barcelona recupera parte de su vida normal, yendo a cenar y comprando ropa que necesita, a pesar del escaso dinero que le queda. Pero, llega un punto en el que los bombardeos se vuelven insoportables y su vida se ve constantemente puesta en riesgo, ya que numerosas zonas de la ciudad son atacadas. Tras la toma de Barcelona por el bando sublevado, y la situación tan extrema que se vive en Madrid, que aunque resiste lo hace a duras penas, Celia viaja a Valencia y de allí toma un barco dirección a Francia para reencontrarse con sus hermanas. Así, a semejanza con el exilio de Elena Fortún desde Valencia a Francia, termina esta obra, en la que la protagonista se ve obligada a huir de su país destrozado por la guerra.

## Personajes
- Celia: protagonista de la novela y de la colección de libros que lleva su nombre "El mundo de Celia". En esta novela es una joven de 16 años que se enfrenta a la vida en España durante la Guerra civil, haciéndose cargo de sus hermanas pequeñas y de la responsabilidad de la familia debido a la ausencia de sus padres.
- Teresina y María Fuencisla: las hermanas pequeñas de Celia. Su visión infantil e inocente enternece el relato y le dota de la visión infantil que caracteriza las novelas de Elena Fortún. En Celia en la revolución solo aparecen durante su estancia en Segovia y en Madrid, luego, al huir con Valeriana, no vuelven a aparecer en la novela, solo de manera indirecta por las referencias de Celia. Al final, se conoce que llegan a Francia acompañadas de Valeriana y que allí se reencontrarán con Celia.
- El padre: en esta novela no se conoce el nombre del padre de Celia, Teresina y María Fuencisla. Su presencia se introduce cuando sus hijas llegan a Madrid y Celia se entera de que ha sido herido en combate. Sus primeras apariciones se dan en el hospital cuando su hija acude a cuidarle y a través de ellas se descubre que es un hombre que quiere mucho a sus hijas y con el que Celia tiene una gran confianza. Durante su estancia en Barcelona también es un apoyo muy grande para su hija, a la que siempre le proporciona el dinero que necesita para sobrevivir y a la que le facilita los viajes en búsqueda de sus hermanas.
- Jorge: amigo de Celia que la anima a introducirse en las ideas políticas, sin éxito. Durante los viajes de Celia siempre se mantiene atento a la situación de la joven y la ayuda en todo lo que puede. Se reencuentran en Barcelona y allí, cuando el muchacho intenta darle un beso, Celia se dará cuenta de que se está enamorando de él. Sin embargo, tras la toma de Barcelona, Celia será conocedora de que Jorge ha sido abatido en combate.